# Rolling Thunder Revue
Rolling Thunder Revue es una gira del músico estadounidense Bob Dylan con una caravana itinerante de músicos, entre ellos Joan Báez, Roger McGuinn y Ramblin' Jack Elliott. Bob Neuwirth fue el encargado de reunir a la banda de apoyo, que incluyó a T-Bone Burnett, Mick Ronson, David Mansfield, Steven Soles, así como los músicos Scarlet Rivera, Rob Stoner y Howie Wyeth, presentes en la grabación del álbum Desire. La gira incluyó un total de 57 conciertos repartidos en dos etapas, la primera de ellas por el noroeste de los Estados Unidos y Canadá en el otoño de 1975, y la segunda por la costa Oeste en la primavera de 1976.
La teoría predominante de por qué Dylan escogió «Rolling Thunder» como el nombre de la gira afirma que fue nombrada por el chamán nativoamericano Rolling Thunder. Sin embargo, otros sostienen que la gira fue nombrada por la operación Rolling Thunder, una campaña de bombardeo aéreo de los Estados Unidos durante la guerra de Vietnam. Según Dylan, la explicación es más sencilla: «Estaba sentado fuera de mi casa un día pensando un nombre para esta gira, cuando de repente, miré al cielo y oí un boom. Luego, otra vez boom, boom, boom, rodando de oeste a este. Así que pensé que debía ser el nombre».

## Trasfondo
En julio de 1972, Dylan vio a The Rolling Stones tocando en el Madison Square Garden. Según Arthur Rosato, técnico de sonido en Renaldo and Clara, la gira mundial de 1972 reavivó su interés por tocar en directo y tuvo una gran influencia en el regreso de Dylan al circuito de conciertos.
En octubre de 1975, poco después de completar la grabación de Desire, Dylan realizó ensayos para una futura gira en los Studio Instrument Rentals de Nueva York. El bajista Rob Stoner, el batería Howie Wyeth y la violinista Scarlet Rivera, todos presentes en Desire, fueron retenidos para los ensayos. A ellos se les unió T-Bone Burnett, Steven Soles y David Mansfield. Los tres habían sido despedidos durante las sesiones de Desire en un intento de enfocar la producción, pero Dylan decidió volver a contratar al trío para la gira.
Cuando los ensayos comenzaron, muchos de los músicos estaban desinformados sobre los planes de una próxima gira. Al mismo tiempo, Dylan estaba invitando a otros amigos para unirse al grupo. Según Stoner, el grupo ensayó «durante un día o dos, no era realmente un ensayo sino una improvisación, tratando de solucionar el problema. Mientras tanto, toda esta gente que eventualmente se convirtió en la Rolling Thunder Revue comenzó a aparecer. Joan Baez apareció por ahí. Robert McGuinn estaba allí. Estaban todos allí. No teníamos ni idea del propósito de esas improvisaciones, excepto que estábamos siendo invitados para ensayar».
Según Lou Kemp, amigo de Dylan que organizó la gira, la Rolling Thunder Revue «sería salir por la noche y encontrarse con la gente, y acabábamos invitándola a venir con nosotros. Empezamos con un grupo relativamente pequeño de músicos y gente de apoyo, y terminamos con una caravana». Dylan añadió un nuevo elemento a la gira al invitar a Mick Ronson, guitarrista principal y arreglista de The Spiders from Mars, la banda de David Bowie. Ronson acompañó a la Rolling Thunder Revue durante toda la gira.
Otro músico invitado fue introducido por Dylan el 22 de octubre, cuando fue a ver a David Blue en The Other End. En el concierto se encontró con Ronee Blakley, actriz y cantante que había aparecido en la película de Robert Altman Nashville. Al final del concierto, Blakley se unió a Dylan en el escenario para un par de canciones, junto al poeta Allen Ginsberg y al guitarrista Kenny Davis. Después, Dylan le invitó formalmente a unirse a la Rolling Thunder Revue. Aunque al principio rechazó la invitación por compromisos previos, finalmente cambió de opinión y apareció en los ensayos dos días después.
El día que Blakley apareció en los ensayos, Dylan regresó al estudio de grabación para regrabar la canción «Hurricane», debido a problemas legales con la letra original. Empleando a Blakley como sustituta de Emmylou Harris, Dylan regrabó «Hurricane» en un último trabajo antes del lanzamiento de Desire en enero de 1976. En octubre, Dylan también contactó con Howard Alk, amigo del músico y cineasta. La ambición de Dylan era realizar una película de la gira, y Alk aceptó la oferta del músico para rodar el largometraje. Cuando los ensayos de la gira estaban todavía en curso, Alk comenzó a rodar escenas en Greenwich Village para su posible inclusión en la película.
Dylan también contactó con el actor y dramaturgo Sam Shepard. Desconocido durante la época, fue presentado a Dylan a través de Jacques Levy, que coescribió parte de las canciones de Desire. Shepard voló desde California y se reunió con Dylan en los ensayos, donde le pregunto si había visto Les Enfants du paradis y Shoot the Piano Player. Dylan dijo que esas eran el tipo de películas que quería producir en la gira.
El poeta Allen Ginsberg participó en la gira durante la etapa de 1975, pero sus recitaciones planificadas, así como actuaciones de otros miembros de la Revue, fueron eliminados para mantener los conciertos con una longitud manejable. Sin embargo, la recitación de Ginsberg fue restaurada en el concierto ofrecido en la prisión donde Rubin Carter cumplía su condena.

## The 1975 Fall Tour

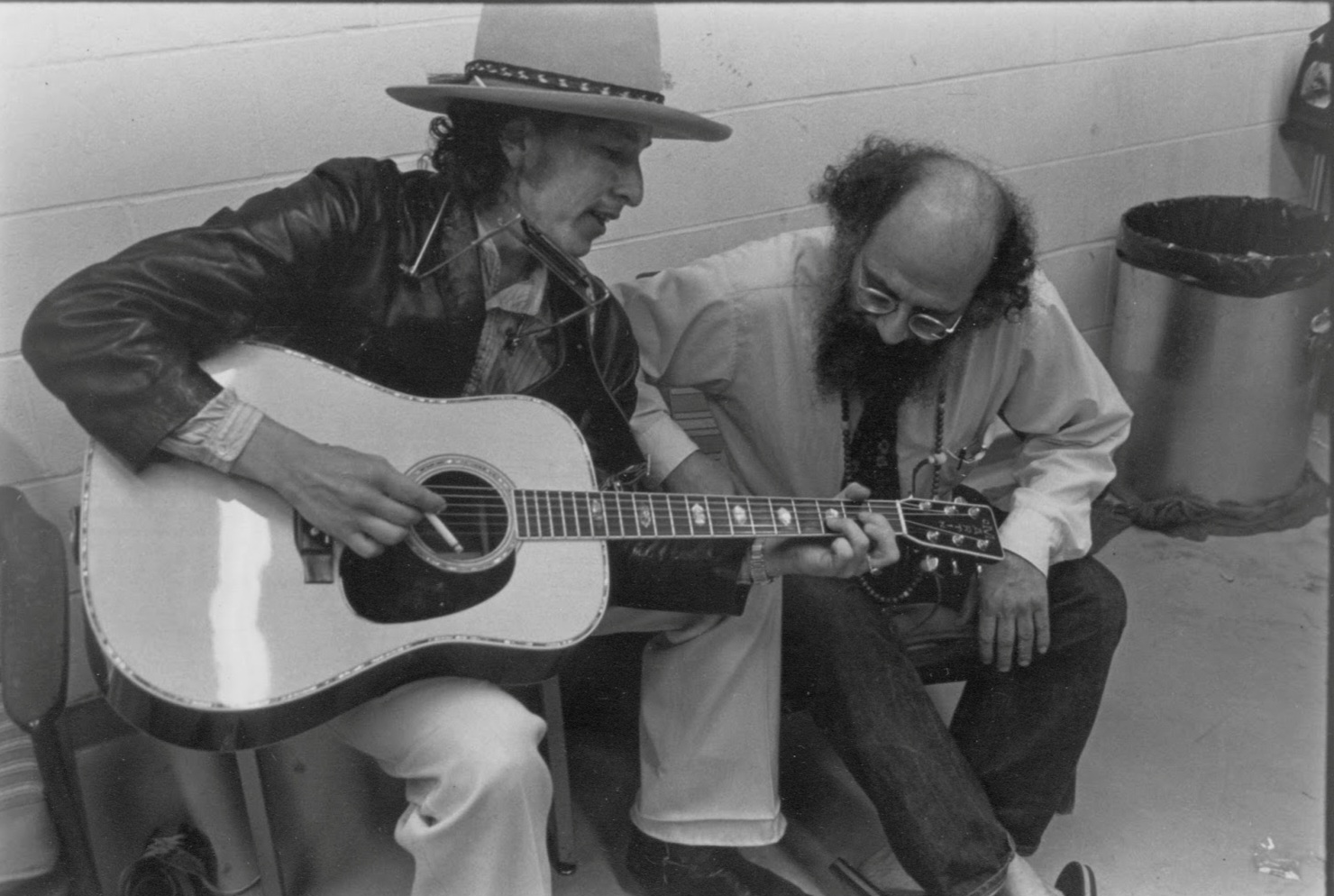
Bob Dylan con Allen Ginsberg durante la Rolling Thunder Revue en 1975.

El 30 de octubre, Dylan realizó su primer concierto de la gira en el War Memorial Auditorium de Plymouth (Massachusetts). La primera etapa de la gira fue relativamente corta, con treinta conciertos y llegando solo a ciudades de la costa Este de los Estados Unidos y a Canadá. Sin embargo, el secretismo sobre los destinos previstos en la gira, el material que Dylan estaba estrenando y la inclusión de Joan Báez en el mismo cartel aseguraron una buena cobertura mediática.
Según Larry Sloman, que documentó la gira en On the Road with Bob Dylan, «el escenario era como un carnaval. Bob Neuwirth y el grupo de apoyo, apodado 'Guam', calentaban al público. A continuación, Dylan se encaminaba a hacer unas cinco canciones. Después del descanso, el telón se elevaba a una vista increíble, Bob y Joan, juntos de nuevo después de todos esos años». Dylan y Báez abrían a menudo la segunda parte del concierto cantando a dúo «Blowin' in the Wind». Según Sloman: «Después de unas pocas canciones, Baez tomaba el centro del escenario para un dinámico set de seis canciones, seguido de otro set en solitario de Bob. Luego se le unía la banda para unas pocas canciones, y el final, la canción de Woody Guthrie "This Land Is Your Land", con todos en el escenario, desde Allen Ginsberg hasta Beattie, la madre de Bob, una noche. El espíritu era tan increíblemente cálido que cuando Joni Mitchell vino a tocar un concierto, terminó quedándose para las tres noches restantes de la gira. Y todo llegó a un final dramático el 8 de diciembre en el Madison Square Garden donde, con la ayuda de Muhammed Ali, Robert Flack y 14 000 partidarios gritando, Dylan tocó un concierto benéfico para el boxeador encarcelado y la última causa de Dylan, Rubin Carter. Ese concierto fue conocido como 'The Night of the Hurricane'».
Tomando el ejemplo de la experiencia de Ronson con el glam rock, Dylan eligió pintarse la cara de blanco con maquillaje en muchos de los conciertos. A veces, incluso se subió al escenario con una máscara de plástico solo para echarla a un lado después de la primera canción para tocar la armónica en «It Ain't Me Babe». Según Rivera, una persona le preguntó a Dylan: «¿Por qué llevas una máscara?», a lo que Dylan respondió: «El significado está en las palabras».
Varios periodistas musicales escribieron elogios sobre la gira. Según Clinto Heylin: «La Rolling Thunder Revue permanece como alguna de la mejor música que Dylan jamás ha hecho con una banda en directo. Fuera estaba el tradicionalismo de The Band. En su lugar, Dylan se encontró con todo un conjunto de texturas raramente encontradas en el rock. La idea de mezclar la síncopa del pedal steel de Mansfield, el glam rock de Ronson y el violín eléctrico de Rivera hicieron algo musicalmente solo dispuesto a las letras de Dylan... [Dylan] también mostró una precisión vocal rara, incluso para él, cortando y estirando palabras para engatusar matices en cada línea». Según Riley: «Estas son reelaboraciones escarpadas e inspiradas de muchas de los clásicos de Dylan. Dylan incluso habla ocasionalmente con el público, ahora una cosa del pasado. Ilumina una versión eléctrica de "It Ain't Me Babe" y luego una toma rock convincente de "The Lonesome Death of Hattie Carroll"... y un "Isis" que hace que la toma de Desire suene como una tarjeta de felicitación».

## The 1976 Spring Tour
Un segundo concierto benéfico a favor de Rubin Carter fue organizado en el Astrodome de Houston, Texas el 25 de enero. Antes del concierto, Dylan decidió reunirse con Roy Silver, hombre que descubrió a Dylan, y su socio, el gerente Richard Flanzer, para algunos consejos. Flanzer y Silver rápidamente le proveyeron de artistas como Stevie Wonder, Ringo Starr y Dr. John para hacer del concierto el mayor éxito de la gira, con Dylan en su mejor momento.
A continuación, Dylan intentó recrear el éxito de la Rolling Tunder Revue en la primavera de 1976. Llevó a cabo varios ensayos en abril en Clearwater (Florida), y el primer concierto tuvo lugar el 18 de abril en el Lakeland Center de Lakeland (Florida). La gira continuó entre abril y mayo en el Sur de los Estados Unidos y en la costa Oeste.
El penúltimo concierto tuvo lugar el 23 de mayo en el Hughes Stadium de Fort Collins (Colorado), con comentarios de la crítica menos favorable que en la primera etapa. Al respecto, Tim Riley escribió: «A pesar de que la banda ha estado tocando junta más tiempo, el encanto se ha esfumado por sus intercambios», mientras que Janet Maslin, de la revista Rolling Stone, comentó que «la Rolling Thunder Revue, tan alegre y electrizante en sus primeras actuaciones, se había quedado sin fuelle».
El último concierto de la Rolling Thunder tuvo lugar el 25 de mayo. En un Salt Palace de Salt Lake City (Utah) con la mitad de las entradas vendidas, supuso la última actuación de Dylan en veinte meses, con la excepción de su participación en The Last Waltz.

## Recepción
El concierto de Colorado, ofrecido el 23 de mayo, fue filmado para el especial televisivo Hard Rain, emitido en la NBC. Un álbum en directo homónimo con canciones del especial fue publicado de forma simultánea. El especial televisivo obtuvo pobres reseñas, a pesar de aparecer en la portada de TV Guide y de incluir una entrevista con el músico. Dylan y Sam Shepard también completaron el largometraje Renaldo and Clara, aunque no vio la luz hasta 1978. El filme recibió pobres reseñas de la crítica cinematográfica. 
Gran parte de los conciertos del otoño de 1975 fueron también grabados a partir de la mesa de sonido. Además de Hard Rain, que incluyó grabaciones de la segunda etapa de la Rolling Thunder Revue, Columbia Records publicó en 2002 The Bootleg Series Vol. 5: Bob Dylan Live 1975, The Rolling Thunder Revue, que incorporó canciones de varios conciertos de la primera etapa.

## Banda
- Bob Dylan: voz, armónica y guitarra
- Joan Báez: voz y guitarra
- Bob Neuwirth: guitarra
- T-Bone Burnett: guitarra
- Roger McGuinn: guitarra
- Steven Holes: guitarra
- Mick Ronson: guitarra
- Scarlet Rivera: violín
- David Mansfield: violín, mandolina, dobro
- Rob Stoner: bajo
- Howie Wyeth: piano y batería
- Luther Six: batería y percusión
- Ronee Blakley: coros

## Conciertos
| Fecha        | Ciudad          | País           | Escenario                                 |
| ------------ | --------------- | -------------- | ----------------------------------------- |
| Norteamérica |                 |                |                                           |
| 30/10/1975   | Plymouth        | Estados Unidos | War Memorial Auditorium                   |
| 31/10/1975   | Plymouth        | Estados Unidos | War Memorial Auditorium                   |
| 01/11/1975   | North Dartmouth | Estados Unidos | Massachusetts University                  |
| 02/11/1975   | Lowell          | Estados Unidos | Technical University                      |
| 04/11/1975   | Providence      | Estados Unidos | Civic Center                              |
| 06/11/1975   | Springfield     | Estados Unidos | Civic Center                              |
| 08/11/1975   | Burlington      | Estados Unidos | Patrick Gym                               |
| 09/11/1975   | Durham          | Estados Unidos | Lundholm Gym                              |
| 11/11/1975   | Waterbury       | Estados Unidos | Palace Theater                            |
| 13/11/1975   | New Haven       | Estados Unidos | Veterans Memorial Coliseum                |
| 15/11/1975   | Niagara Falls   | Estados Unidos | Convention Center                         |
| 17/11/1975   | Rochester       | Estados Unidos | Community War Memorial                    |
| 19/11/1975   | Worcester       | Estados Unidos | Worcester Memorial Auditorium             |
| 20/11/1975   | Cambridge       | Estados Unidos | Harvard Square Theater                    |
| 21/11/1975   | Boston          | Estados Unidos | Boston Music Hall                         |
| 22/11/1975   | Waltham         | Estados Unidos | Brandeis University                       |
| 24/11/1975   | Hartford        | Estados Unidos | Hartford Civic Center                     |
| 26/11/1975   | Augusta         | Estados Unidos | Augusta Civic Center                      |
| 27/11/1975   | Bangor          | Estados Unidos | Municipal Auditorium                      |
| 29/11/1975   | Quebec City     | Canadá         | Colisee de Quebec                         |
| 01/12/1975   | Toronto         | Canadá         | Maple Leaf Gardens                        |
| 02/12/1975   | Toronto         | Canadá         | Maple Leaf Gardens                        |
| 04/12/1975   | Montreal        | Canadá         | Montreal Forum                            |
| 07/12/1975   | Clinton         | Estados Unidos | E.M.C.F.W                                 |
| 08/12/1975   | Nueva York      | Estados Unidos | Madison Square Garden                     |
| 25/01/1976   | Houston         | Estados Unidos | Houston Astrodome                         |
| 18/04/1976   | Lakeland        | Estados Unidos | Lakeland Civic Center                     |
| 20/04/1976   | St. Petersburg  | Estados Unidos | Bayfront Arena                            |
| 21/04/1976   | Tampa           | Estados Unidos | Curtis Hixon Hall                         |
| 22/04/1976   | Belleair        | Estados Unidos | Starlight Ballroom                        |
| 23/04/1976   | Orlando         | Estados Unidos | Orlando Sports Stadium                    |
| 25/04/1976   | Gainesville     | Estados Unidos | University of Florida Field               |
| 27/04/1976   | Tallahassee     | Estados Unidos | Tully Gymnasium                           |
| 28/04/1976   | Pensacola       | Estados Unidos | UWF Field House                           |
| 29/04/1976   | Mobile          | Estados Unidos | Expo Hall                                 |
| 01/05/1976   | Hattiesburg     | Estados Unidos | Reed Green Coliseum                       |
| 03/05/1976   | New Orleans     | Estados Unidos | The Warehouse                             |
| 04/05/1976   | Baton Rouge     | Estados Unidos | L.S.U. Assembly Center                    |
| 08/05/1976   | Houston         | Estados Unidos | Hofheinz Pavilion                         |
| 10/05/1976   | Corpus Christi  | Estados Unidos | Memorial Coliseum                         |
| 11/05/1976   | San Antonio     | Estados Unidos | Municipal Auditorium                      |
| 12/05/1976   | Austin          | Estados Unidos | Municipal Auditorium                      |
| 15/05/1976   | Gatesville      | Estados Unidos | Gatesville State School for Boys          |
| 16/05/1976   | Fort Worth      | Estados Unidos | Tarrant County Convention Center Arena    |
| 18/05/1976   | Oklahoma City   | Estados Unidos | State Fair Arena                          |
| 19/05/1976   | Wichita         | Estados Unidos | Henry Levitt Arena                        |
| 23/05/1976   | Fort Collins    | Estados Unidos | Hughes Stadium, Colorado State University |
| 25/05/1976   | Salt Lake City  | Estados Unidos | Salt Palace                               |